# Oranjepad

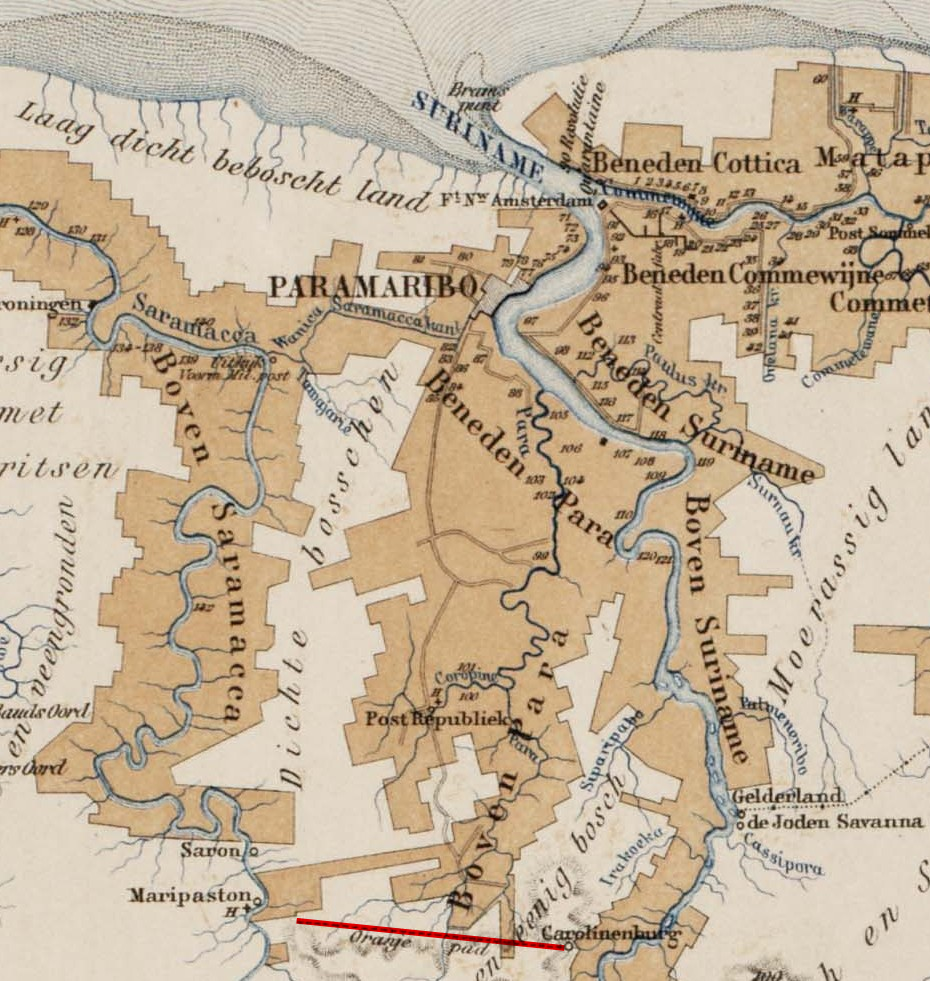
Locatie van het Oranjepad tussen Surinamerivier en Saramaccarivier in rood

Het Oranjepad was een onverharde verbindingsweg in Suriname die deel uitmaakte van de verdedigingslinie die rond 1747 werd aangelegd om plantages te beschermen tegen overvallen door de Saramaccaners.

## Ligging en functie
Het Oranjepad vormde de zuidelijke afsluiting van het plantagegebied dat gelegen was tussen de Surinamerivier en de Saramaccarivier. De meeste plantages bevonden zich aan weerszijden van de Pararivier. Het pad was 26 kilometer lang en liep door een bosgebied. Vanaf een militaire post bij de houtgrond Rama aan de Surinamerivier liep het pad in westelijke richting, naar de post Zeven Provinciën aan de Saramacca.
De Saramacca vormde een natuurlijke hindernis, een barrière die versterkt werd door de aanleg van enkele forten en militaire posten. Vanaf de post Zeven Provinciën bevonden zich verder stroomafwaarts de post Saron en de post Uitkijk. Daarna een post die waarschijnlijk op de plek stond waar in 1790 het fort Groningen werd gebouwd, Fort Nassau aan de monding van de Saramacca en ten slotte de post Batavia aan de rivier Coppename. 
De linie is een voorloper van het Cordon van Defensie. Dit cordon werd aangelegd in de jaren 1770-1778 en liep vanaf de Surinamerivier ter hoogte van de Jodensavanne in noordoostelijke richting naar de Atlantische Oceaan. De twee cordons vormden samen een halve cirkel rondom de belangrijkste plantagegebieden in Suriname.
Langs het Oranjepad waren militaire posten aangelegd met een onderlinge afstand van een half uur lopen. De posten waren gemaakt voor een bezetting van zes tot tien man. Voor de posten aan het begin en het einde van het pad, Zeven Provinciën en Rama, was een bezetting van 20 tot 25 man voorzien. De werkelijke bemanning lag waarschijnlijk lager. De voedselvoorziening was slecht en het gebied was ongezond waardoor veel militairen ziek werden of stierven. De linie was niet effectief. De marrons konden de oversteek van het Oranjepad en de posten vermijden door een omtrekkende beweging via de linkeroever van de Saramacca te maken. 
De bekostiging van de linie werd kort na 1757 stopgezet.
Sporen van het Oranjepad zijn nog steeds in het bos terug te vinden. Van de Post Zeven Provinciën resteerden kort voor 2011 nog twee inmiddels verdwenen oude kanonnen en een massa scherven van oude drankflessen.
Als verdedigingslinie tegen de marrons is het Oranjepad mislukt. De functie was uitgehold door de nieuwe strategie van het gouvernement, het voeren van onderhandelingen en het sluiten van vredesverdragen met de verschillende marrongroepen. In 1749 mislukte een eerste poging om vrede te sluiten met de Saramaccaners. In 1760 werd vrede gesloten met de Aukaners. Op 19 september 1762 werd ook een vredesverdrag met de Saramaccaners gesloten.
 In dit verdrag werden de Saramaccaners als vrije mensen erkend.

## Het Oranjepad op oude kaarten van Suriname

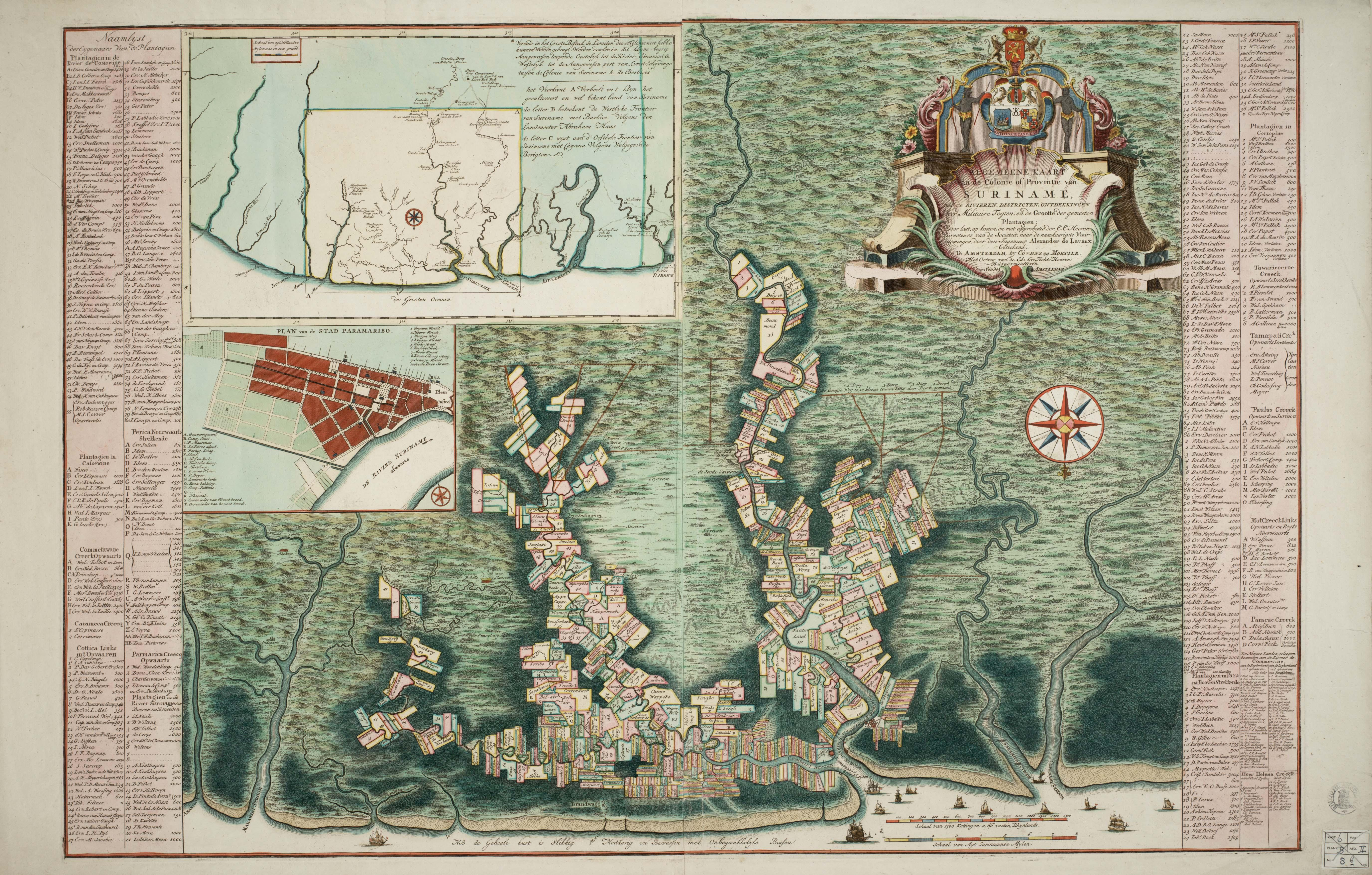
Editie 1758 van de Algemeene kaart van de Colonie of Provintie van Suriname. (Alexander de Lavaux, 1737)

De Algemeene kaart van de Colonie of Provintie van Suriname uit 1737 van Alexander de Lavaux geeft een overzicht van de ligging van de plantages. Het Oranjepad is ingetekend op de editie die in 1758 werd bijgedrukt. Bij het pad staat vermeld: De Oranjeweg is 10 kleine Uuren lang  door Bosch gemaakt. Langs het pad staan 4 dorpen ingetekend zonder naamsvermelding.
Op de kaart van De Lavaux is ook een oostelijke verlenging van het Oranjepad ingetekend onder de naam “Grooten Oranjeweg”. Dit pad loopt van de plantage La Providence aan de Surinamerivier tot aan een post aan de Tempatikreek. In de jaren 1770-1778 werd het Cordon van Defensie aangelegd in het oosten van Suriname. Dit cordon ligt iets ten noorden van de geprojecteerde Grote Oranjeweg.
Op de Caart van Suriname van Jacobus van der Schley (1770) staat het Oranjepad vermeld als “De Klijne Oranje Weg”. De Groote geprojecteerde Oranje Weg staat aangeduid met de letter C. Van de Grote Oranjeweg zijn geen sporen teruggevonden.
Op de kaart van Suriname uit 1849 van J.C. Heneman en C.A. van Sijpesteijn zijn twee dorpen langs het Oranjepad ingetekend: Wolfenbuttel en Hollandia. Op deze kaart is ook Carolinenburg aangegeven, de voormalige vestiging van Duitse kolonisten.

## Kolonisatie langs het Oranjepad
Het Gouvernement van Suriname heeft twee pogingen ondernomen om het onontgonnen gebied aan het Oranjepad tot ontwikkeling te brengen. Gouverneur Jan Jacob Mauricius pleitte al langere tijd voor uitbreiding van het aantal blanke kolonisten. Hij wilde hiermee de economische ontwikkeling van de kolonie bevorderen en de getalsmatige aanwezigheid van blanken in de kolonie versterken.
In de periode 1747-1749 werden groepen kolonisten uit de Palts en het kanton Bazel naar Suriname gehaald. De kolonie beloofde om voor huisvesting, landbouwwerktuigen en vee te zorgen. De boeren werden gevestigd in het gebied aan het Oranjepad. De keuze voor dit gebied werd mede ingegeven omdat hiermee een buffer gecreëerd kon worden tussen de marrons in het zuiden en de plantages in het noorden. Langs het pad zouden de boerenbedrijven van de kolonisten en de militaire wachtposten elkaar afwisselen, waardoor de kosten van militaire aanwezigheid langs het Oranjepad gedrukt konden worden. Al snel werd duidelijk dat de kolonisatiepoging mislukte. Het gebied bleek ongeschikt voor landbouw. Er waren onderlinge spanningen tussen de kolonisten. Er braken ziekten uit en de aanvallen van de marrons eisten hun tol. In 1749 waren er 87 mensen in het gebied aangekomen. Twee jaar later waren hiervan nog 7 mannen en vier vrouwen in leven.
In 1754 werd een nieuwe poging ondernomen, dit keer op initiatief van de directeuren van de Sociëteit van Suriname. Om een nieuwe mislukking te voorkomen werd deze poging grondig voorbereid. Zo had het gouvernement 80 slaven gekocht, waaronder 30 vrouwen, en liet door hen kostgronden aanleggen onder toezicht van twee blanken. De Duitse Baron von Bulouw (of Bülow) werd belast met de werving. Hij ontving hiervoor 150 gulden en een gratificatie voor iedere persoon die hij zou overhalen om zich aan het Oranjepad te vestigen.
De kolonisten werden verplicht om 10 jaar aan het Oranjepad te blijven wonen. In ruil hiervoor zouden zij hoornvee, levensmiddelen en andere benodigdheden ontvangen. Ook zouden ze de beschikking krijgen over enkele slaven en zou er gezorgd worden voor passende huisvesting. Von Bulouw werd benoemd tot burgemeester van de kolonistengemeenschap en moest  samen met twee schepenen, te kiezen door de kolonisten, een bestuur vormen.
De aanpak bleek in eerste instantie succesvol. Het aantal kolonisten was hoger dan geraamd. In een rapport, opgesteld na een bezoek van twee vertegenwoordigers van het Hof van Politie, werd aanbevolen om vier schepenen te benoemen en een uitvoerige instructie voor de rechtsmacht van burgemeester en schepenen op te stellen. Daarnaast werd aanbevolen om een arts, een predikant en een schoolmeester aan te stellen. In het verslag werd gemeld dat er rust, vrede en eensgezindheid heersten onder de kolonisten. Maar ook hier veranderde de situatie. Er ontstond onenigheid tussen het bestuur en de kolonisten, vooral over het autoritaire optreden van Von Bulouw. Uit de notulen van de gouverneur en de raden van het Hof van Politie blijkt dat er flinke onlusten ontstonden die bestraft werden met lijfstraffen of met de straf om twee weken of een maand ‘in de ketting’ aan het pad te werken. Ook waren er berichten over de slechte behandeling van de slaven, die daarop wegliepen, en niet makkelijk te achterhalen waren.
In 1756 werd Von Bulouw afgezet.
In Paramaribo groeide het besef dat het kolonisatieproject aan het Oranjepad wederom aan het mislukken was. De zandheuvels waren onvruchtbaar en het lager gelegen land liep onder water tijdens de regentijd. Van een bijdrage aan de ontwikkeling van de kolonie was geen sprake. De kosten voor het instandhouden van de vestiging werden gedragen door het gouvernement die de ondersteuning voor een periode van 10 jaar had toegezegd. Ook het beoogde doel met betrekking tot de weglopers werd niet bereikt. In 1757 stelde de toenmalige gouverneur Wigbold Crommelin aan de raden voor om de kolonisatie niet langer te bekostigen. In 1763 werd er nog een schout aangesteld en in 1764 werd nog een godsdienstoefening gehouden. Maar dat was al nadat het kolonisatieproject door het gouvernement was opgegeven.
Rond 1770 verbleef Christlieb Quandt, een broeder van de Evangelische Broedergemeente Suriname enige tijd op de zendingspost in Saron. Hij liep het Oranjepad af en schrijft dat de militaire posten verlaten waren. Van de hoofdplaats van de Duitse kolonisten, Carolinenburg, trof hij alleen nog een houtplantage aan en de restanten van enkele woningen.